# أحوال مثنى (إب)

تعديل مصدري - تعديل

أحوال مثنى محلة تابعة لقرية الاكمة، التابعة لعزلة بني مدسم بمديرية إب إحدى مديريات محافظة إب في الجمهورية اليمنية.، بلغ تعداد سكانها 112 حسب تعداد اليمن لعام 2004.